# Farid Ortiz
Farid Antonio Ortiz Marín (El Paso, 18 de agosto de 1964) conocido artísticamente Farid Ortiz, El Rey de los Pueblos, es un cantante y compositor colombiano.  Es considerado uno de los principales intérpretes de vallenato.

## Historia
Farid Ortiz nació el 18 de agosto de 1964 en la Loma corregimiento del municipio de  El Paso en el  departamento del Cesar en Colombia. Desde pequeño inició en el arte, luego de demostrar su talento empezó a crecer como figura de la canción vallenata, a quien desde muy pequeño le auguraron en su tierra un gran futuro.
Farid Ortiz incursionó en la música tocando la tumbadora, instrumento con el cual acompañó sus primeras interpretaciones y acrecentó sus ilusiones de llegar muy lejos.
Tiempo después viajó a la ciudad de Valledupar, allí se radicó y finalizó el bachillerato, poco a poco fue ganándose el cariño y la acogida del Valle en sus presentaciones, donde desarrollo plenamente sus actitudes artísticas, hecho que le generó el reconocimiento público, de esta forma Emilio Oviedo, prestigioso acordeonero y descubridor de los más afamados intérpretes vallenatos, obtuvo un casete inédito de Farid Ortiz, a quien persuadió para que se vinculara a su agrupación.
Farid entró inmediatamente a estudios de grabación y presenta junto con Emilio Oviedo su primera producción en 1985, además demostró tener talento de compositor, siendo el autor del hit “Se Acabaron”, con el que se corroboró la versatilidad de Farid Ortiz y lo dio a conocer en Colombia y el exterior.
En su carrera intérprete ha hecho dúo con acordeoneros de la talla de Ciro Mesa, Raúl “Chiche” Martínez, Dagoberto Osorio y Jader Durán (de la dinastía Durán) y en los últimos años "El Rey del Sentimiento" o "El Rey de los Pueblos" (como actualmente se le conoce) ha apostado por la juventud dándole la oportunidad a Anuar García un talentoso acordeonero del municipio de Ariguaní, departamento del Magdalena.
Considerado en la actualidad como unos de los mejores exponente del género vallenato, también es conocido como el rey de los pueblos.
En 2010 Farid Ortiz es impulsado por la casa discográfica Planet Music Internacional  haciendo gira de conciertos en ciudades como Montería, Barranquilla, Medellín y la feria de las flores.

## Discografía
- 1985 - La mejor época
- 1986 - Con más fuerza
- 1987 - Camino abierto
- 1988 - Razones de amor
- 1989 - Mejores tiempos
- 1990 - Para siempre
- 1991 - Lo mejor de mi vida
- 1992 - Inolvidables
- 1993 - Internacionales
- 1994 - Prisionero de amor
- 1995 - Mi debilidad
- 1997 - Mi mejor elección
- 1998 - Dejando Huellas
- 2000 - Para nunca olvidar
- 2002 - Un paso adelante
- 2003 - El rey de los pueblos
- 2005 - Aquí nos tienen
- 2008 - Con el favor de Dios
- 2011 - De todo un poquito
- 2012 - Ponte las pilas
- 2015 - Baila en la calle
- 2018 - Perdómame Señor
- 2023 - Yo tenía una luz

## Familia
Farid Ortiz estableció su hogar con Yolima Rosado. Y de esta unión nacieron Carlos Farid, Rafael Angel, Farid Armando y Farid Leonardo Ortiz Rosado. Del cual es común escuchar su peculiar saludo para su familia.